# Kento Shiogai
Kento Shiogai (in giapponese 塩貝 健人?; Tokyo, 26 marzo 2005) è un calciatore giapponese, attaccante del N.E.C..

## Biografia
Suo padre è un dirigente di banca mentre la madre una tennista. Kento ha giocato nella squadra della Kokugakuin Kaguyama High School della prefettura di Tokyo, ritenuto uno degli attaccanti migliori del panorama liceale, tanto che è stato selezionato nel 2023 come membro della squadra rappresentante delle scuole superiori giapponese al Düsseldorf Champions Trophy riuscendo a vincere il torneo battendo le compagini Under-19 dei club professionisti europee dove Shiogai si conferma il migliori giocatore della manifestazione. Si iscrive all'Università Keio giocando per la squadra dell'istituto, tuttavia lascia gli studi a meno di un anno preferendo dedicarsi alla carriera da professionista.

## Carriera

### Club

#### Yokohama F·Marinos e N.E.C.
Shiogai ha iniziato la sua carriera calcistica nel gennaio del 2024 allo Yokohama F·Marinos ed ha fatto il suo esordio il 10 aprile nell'incontro di J1 League vinto 2-0 contro il Gamba Osaka. Tre giorni più tardi ha segnato il suo primo gol contro lo Shonan Bellmare nel pareggio per 2-2.
Il 7 agosto 2024 è stato acquistato a titolo definitivo dal N.E.C., club della prima divisione olandese. Debutta il 21 settembre nella sconfitta per 2-1 contro l'Heracles Almelo. Nella Coppa Olanda Shiogai segna una rete battendo per 4-3 il Zwolle. Nell'Eredivisie realizza un gol pareggiando per 3-3 sia contro l'AZ Alkmaar che contro il PSV, l'ultima rete la segna nel match che si conclude per 1-1 con il Willem II come avversario. Nell'edizione 2025-2026 del campionato realizza la sua prima doppietta sconfiggendo per 4-1 l'Heracles Almelo.

### Nazionale
Nel 2023 partecipa al Torneo di Tolone con la nazionale Under-19, nella vittoria contro il Marocco per 2-1 la prima rete per i nipponici viene segnata da Kotaro Uchino su assist di Shiogai. Nel 2024, nell'edizione successiva del torneo, Shiogai realizza una tripletta nella sconfitta per 4-3 contro l'Italia, un altro gol lo realizza contro l'Ucraina perdendo per 2-1, l'unica vittoria in cui Shiogai riesce a segnare una rete è contro il Messico, prevalendo per 3-1.

## Statistiche

### Presenze e reti nei club
Statistiche aggiornate al 25 ottobre 2024
| Stagione        | Squadra            | Campionato      | Campionato | Campionato | Coppe nazionali | Coppe nazionali | Coppe nazionali | Coppe continentali | Coppe continentali | Coppe continentali | Altre coppe | Altre coppe | Altre coppe | Totale | Totale | Totale |
| Stagione        | Squadra            | Comp            | Pres       | Reti       | Comp            | Pres            | Reti            | Comp               | Pres               | Reti               | Comp        | Pres        | Reti        | Pres   | Reti   |        |
| --------------- | ------------------ | --------------- | ---------- | ---------- | --------------- | --------------- | --------------- | ------------------ | ------------------ | ------------------ | ----------- | ----------- | ----------- | ------ | ------ | ------ |
| 2024            | Yokohama F·Marinos | J1              | 7          | 1          | CG+CdL          | 0               | 0               | -                  | -                  | -                  | -           | -           | -           | 7      | 1      |        |
| 2024-2025       | N.E.C.             | ED              | 4          | 0          | CO              | 0               | 0               | -                  | -                  | -                  | -           | -           | -           | 4      | 0      |        |
| Totale carriera | Totale carriera    | Totale carriera | 11         | 1          |                 | 0               | 0               |                    | -                  | -                  |             | -           | -           | 11     | 1      |        |